# 金博爾鎮區 (密歇根州)
金博爾鎮區（英語：Kimball Township）是位於美國密歇根州聖克萊爾縣的一個行政鎮區。

## 地方資料
金博爾鎮區的面積為97.20平方千米，當中陸地面積為96.50平方千米，而水域面積為0.70平方千米。根據2020年美國人口普查的數據，當地共有人口9609人，而人口密度為每平方千米98.86人。